# خوسيه خوان فاسكويز
خوسيه خوان فازكيز غوميز الشهير باسم خوسيه خوان فاسكويز (بالإسبانية: José Juan Vázquez Gómez)‏ (ولد في 14 مارس 1988 في سيلايا) لاعب كرة قدم دولي مكسيكي يلعب حاليا لصالح نادي ليون في مركز الوسط المدافع منذ 2011.

## روابط خارجية
- خوسيه خوان فاسكويز على موقع الاتحاد الدولي (مؤرشف)  (الإنجليزية)
- خوسيه خوان فاسكويز على موقع قاعدة بيانات كرة القدم.إي يو (الإنجليزية)
- خوسيه خوان فاسكويز على موقع ناشيونال فوتبول تيمز (الإنجليزية)
- خوسيه خوان فاسكويز على موقع Soccerbase.com (لاعب) (الإنجليزية)
- خوسيه خوان فاسكويز على موقع Soccerway.com (الإنجليزية)
- خوسيه خوان فاسكويز على موقع AS.com (الإسبانية)